# 49ª Squadriglia
La 49ª Squadriglia del Servizio Aeronautico del Regio Esercito dal 19 luglio 1916 volava con aerei Caudron G.3.

## Storia

### Prima guerra mondiale
Il 19 luglio 1916 la 49ª Squadriglia nasce a Nove di Bassano dalle 3 Sezioni della 46ª Squadriglia su 9 Caudron G.3 entrando nel VII Gruppo (poi 7º Gruppo Autonomo Caccia Terrestre) comandata dal Capitano osservatore Amedeo De Sanctis che dispone di 5 piloti ed altri 7 osservatori.
A metà agosto riceve una Sezione di 3 Farman 14 dalla 46ª Squadriglia con 3 piloti ed in ottobre dispone di 7 osservatori.
Dal 1º dicembre opera per la 6ª Armata (Regio Esercito).
Nel 1916 ha svolto 110 voli di guerra.
Il 1º gennaio 1917 dispone di 9 piloti, 9 osservatori, 5 Caudron e 2 Farman Fiat A.10 che nello stesso mese sostituisce con altri Farman con motore Colombo.
Vista la vetustà del Caudron il 17 agosto 1917 la squadriglia viene sciolta dopo aver svolto nel 1917 87 voli di guerra.

### Il periodo tra le due guerre
Il 1º ottobre 1936 nasce il 38º Gruppo con la 49ª Squadriglia nell'11º Stormo dell'Aeroporto di Ferrara-San Luca sugli S.M.81 della Regia Aeronautica ma dall'11 dicembre passa nel 32º Stormo. Entro luglio 1938 transita sui Caproni Ca.135 ma a causa di problemi tecnici nel mese di ottobre passa sugli S.M.79.

### Seconda guerra mondiale
Dal 3 giugno 1940 era nell'88º Gruppo con 8 Savoia-Marchetti S.M.79 del 32º Stormo Bombardamento Terrestre sull'Aeroporto di Decimomannu per l'Aeronautica della Sardegna - ASAR agli ordini del Cap. Armando Boetto.
Partecipò a missioni di guerra su Biserta e sulla Corsica, e poi all'attività di contrasto dei convogli navali nel Mediterraneo e a bombardamenti sulla base navale di Gibilterra.

#### Il convoglio "Tiger"
Il 6 maggio 1941, ebbe inizio da Gibilterra, aiutata dalle pessime condizioni meteorologiche, l'operazione Tiger. Con essa l'ammiragliato britannico mirava a rispondere all'appello del generale Wavell in difficoltà con la sua armata del Nilo con base Alessandria d'Egitto, rifornendolo di carri armati, aerei e carburante con cinque navi mercantili veloci, di fatto forzando il passaggio del canale di Malta, sorvegliato dalle aviazioni italiane e tedesca. Il convoglio era scortato dalla Forza "H" di Gibilterra composta dalla portaerei HMS Ark Royal, dall'incrociatore da battaglia HMS Renown e dall'incrociatore pesante HMS Sheffield più 9 cacciatorpediniere. Sulla Ark Royal erano da poco stati sostituiti i Blackburn Skua con i molto più potenti Fairey Fulmar per comporre i No.807 e No.808 Squadron.
Il cattivo tempo durò fino all'8 maggio, ma con la prima schiarita, il 38º Gruppo si alzò in volo scortato dai caccia Fiat C.R.42 Falco del 3º Gruppo caccia terrestre. In quel giorno, alle 13 e 45 iniziarono gli scontri che portarono ad abbattimenti da entrambe le parti. Gli aerei inglesi riuscirono a impedire l'attacco al convoglio e due S 79 furono colpiti. Su uno perse la vita il capitano Boetto.

### Periodici
- Giuseppe Tortora, Ricordo di un “Martino”, in Aeronautica, n. 5, Roma, Associazione Arma Aeronautica, maggio 2011,  pp. 16-17.